# IC 2618
IC 2618 је појединачна звијезда у сазвјежђу Мали лав која се налази на листи објеката дубоког неба у Индекс каталогу.
Деклинација објекта је + 27° 47' 12" а ректасцензија 11h 1m 58,9s.